# Nuselské údolí

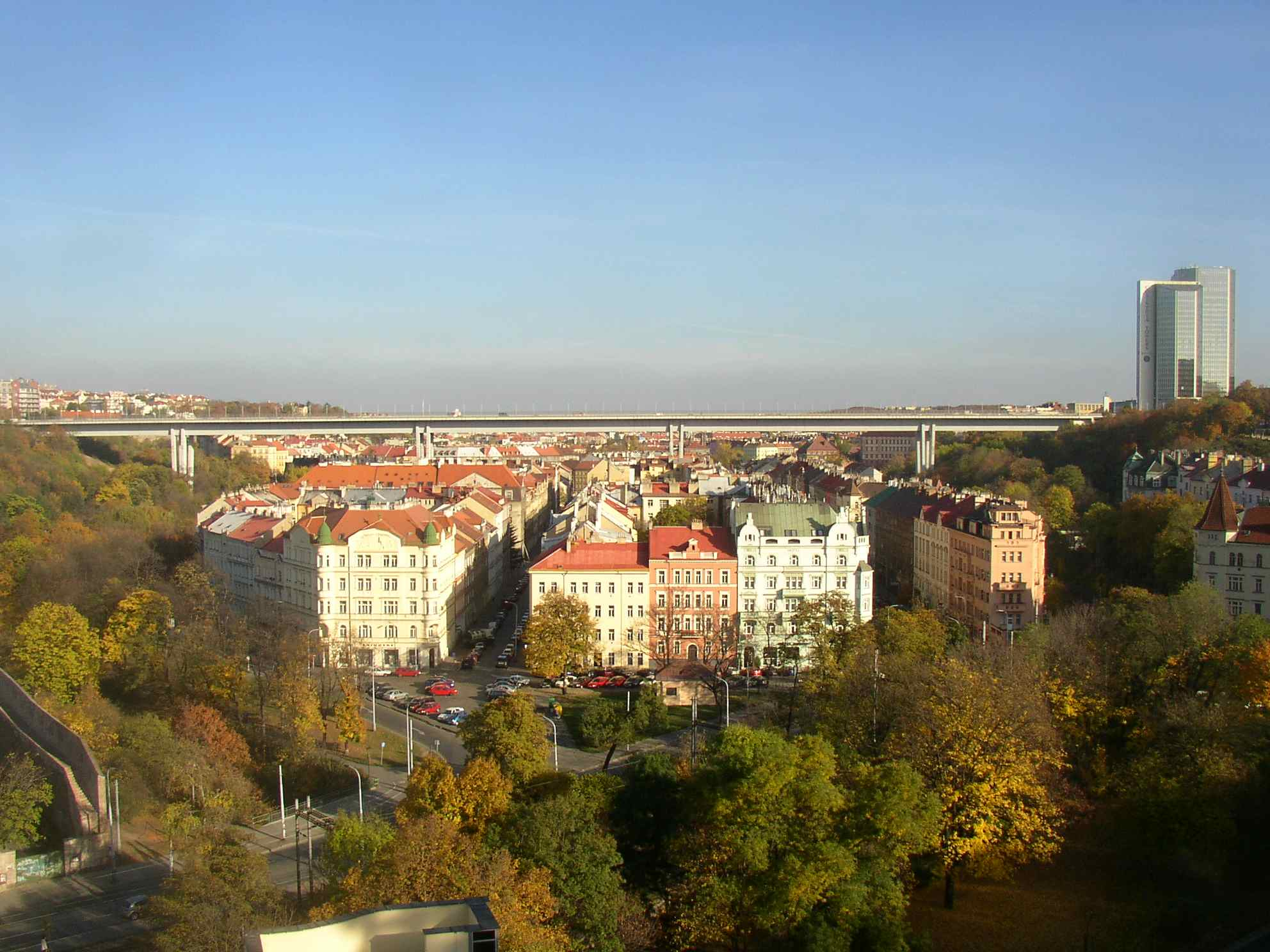
Ostrčilovo náměstí (dole uprostřed) a Nuselský most nad Nuselským údolím (fotografováno z hradeb Vyšehradu).

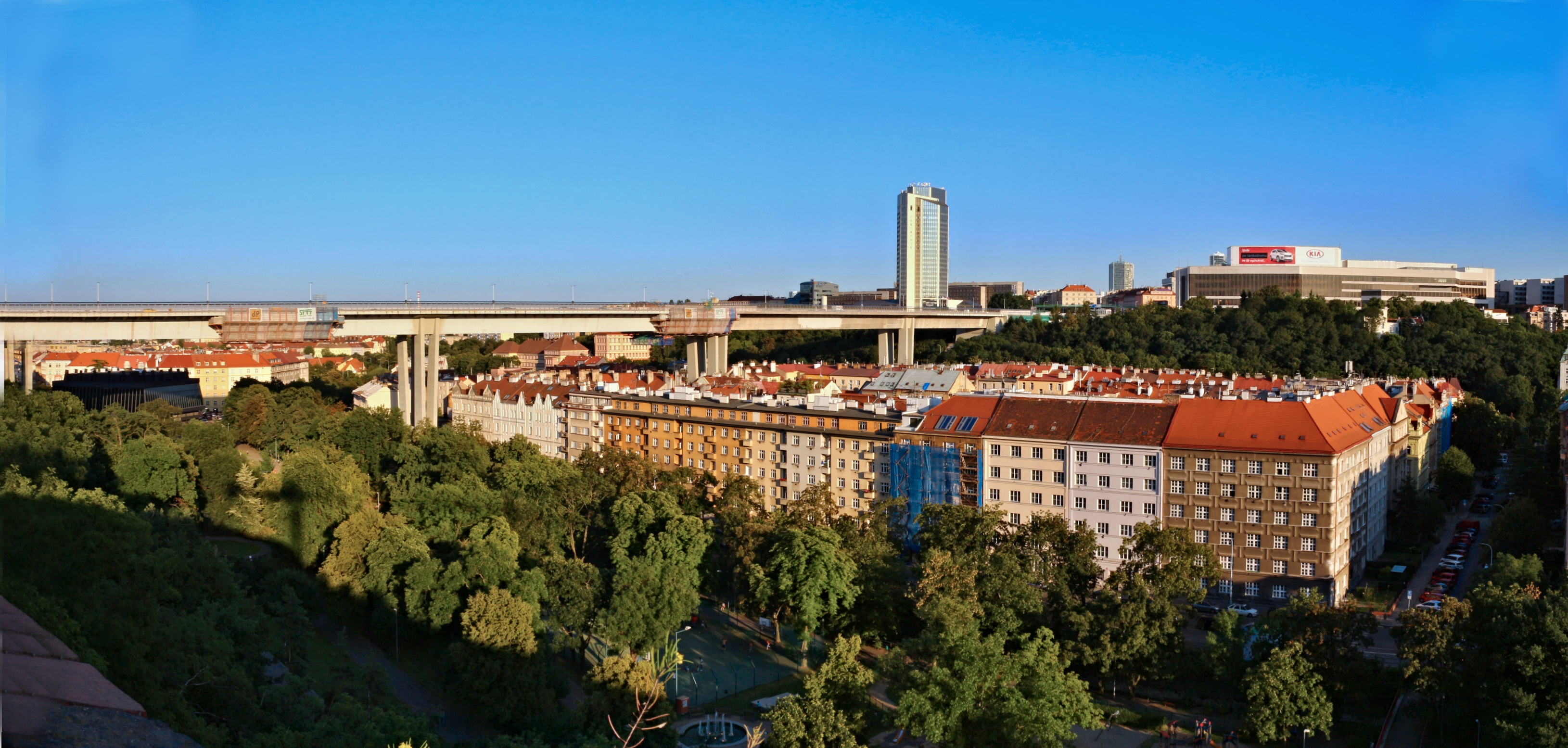
Nuselské údolí. V popředí je park Folimanka a řada domů v Sekaninově ulici, ve střední části snímku je Nuselský most, nad ním Grand Hotel Prague Towers (dříve hotel Forum) a vpravo Kongresové centrum Praha. Fotografováno z novoměstských bastionů

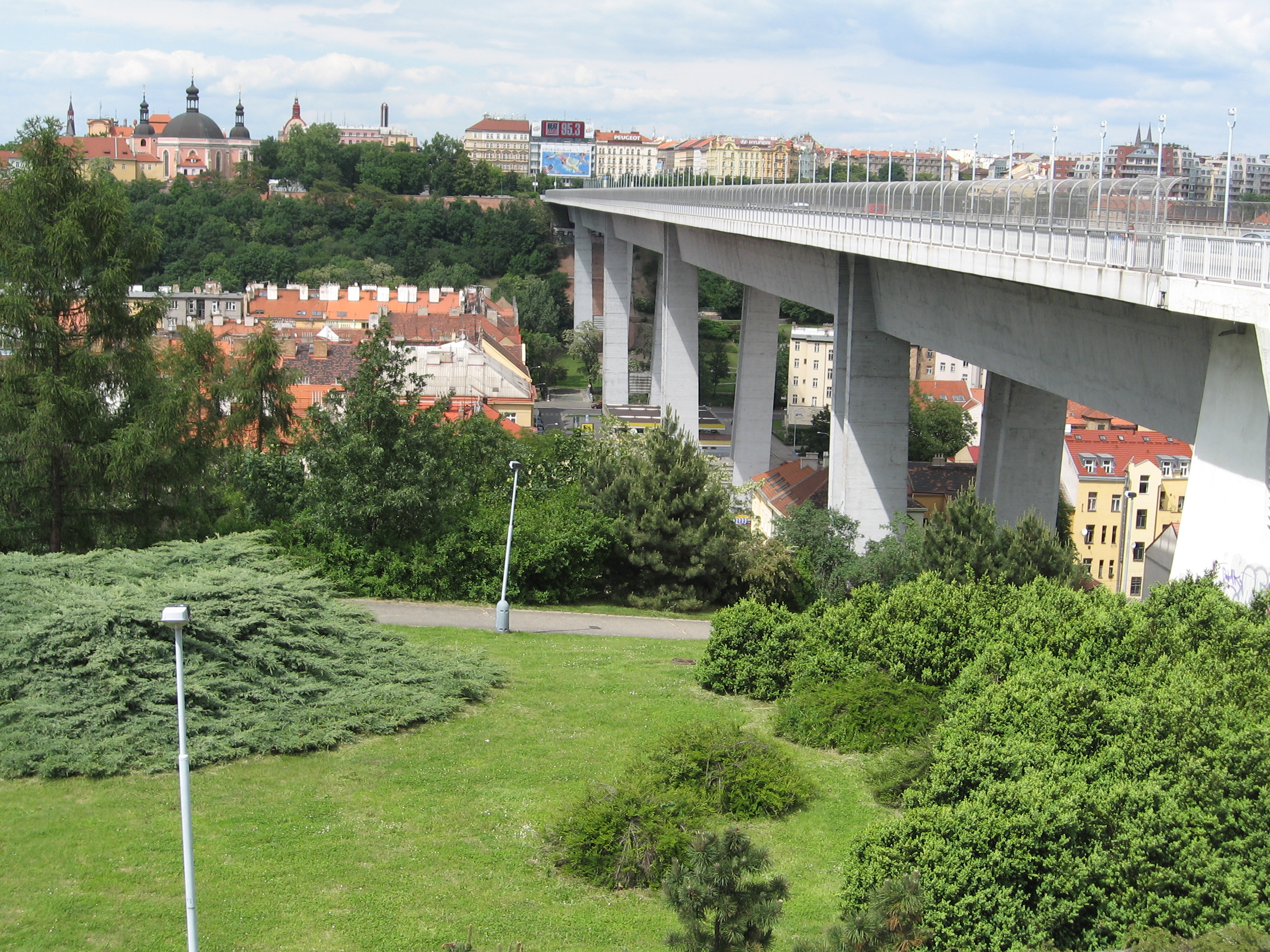
Nuselské údolí od Nuselského mostu

Nuselské údolí je údolí potoka Botiče převážně na nuselském katastru v Praze mezi Vinohrady a Vyšehradem. Administrativně spadá z větší části pod městskou část Praha 2, část do Prahy 4 a do Prahy 10, část severně od Botiče (část parku Folimanka, ulice Na Folimance, Pod Nuselskými schody, část Bělehradské a Fričova) do vinohradského katastru.

## Poloha Nuselského údolí
Údolí leží na jih od centra Prahy, mezi Novým Městem (částí zvanou Karlov) s klášterem augustiniánů kanovníků při kostele Panny Marie a sv. Karla Velikého, Vyšehradem a Pankrácí. Na jihu a na východě navazuje na zbývající nuselský katastr, s nímž tvořilo od roku 1898 samostatné Královské město Nusle s okresním soudem, až do připojení ku Praze v roce 1921. Širší geografický pojem zahrnuje již od středověku údolí Botiče (Soběslav přešel kdesi u Nůsel Botič, aby Na Bojišti porazil knížete Bedřicha, přestože předchozí bitvu v lednu 1179 vyhrál odešel však poražen) od vyšehradské pevnosti, přes Dolní Nusle až ke vsi Vršovice, tedy i severní svahy dnešní Grébovky, včetně bývalého nádraží Nusle. Nachází se v něm část čtvrti Nusle, která mu dala název, a také sem zasahuje ze severu novoměstský Karlov. Již od 6. ledna 1910 tam fungovala též tramvajová konečná „Nusle-Fričova“, sloužící pro elektrickou dráhu Nuselským údolím přes Albertov na Karlovo náměstí. Údolím vede trojkolejná železniční trať spojující smíchovské nádraží s hlavním nádražím a bývalým nádražím Nusle dnes (od roku 1944) Praha-Vršovice a tramvajová trať linek 7, 14, 18 a 24 (ta končí v Nuslích na náměstí). Údolí bylo kdysi částečně vyhloubeno nikoliv zde protékajícím Botičem, ale starým tokem řeky Vltavy v prehistorické době, kdy dnešní Branická skála a Barrandien byly spojeny. Průměrná nadmořská výška nábřeží v Nuselském údolí je 195 m n. m.

## Název a vinařství
Nuselskému údolí se někdy říká Jamrtál. Tento název pochází z německého Jammertal (jammern – bědovat, Tal – údolí, tedy volně „Údolí nářků“) a odkazuje na zpustošení údolí koncem třicetileté války). Veselejší byl středověký název Vallis vinarium (Viničné údolí = valis vinearum), pocházející z doby, kdy bylo Nuselské údolí a jeho stráně obrácené k jihu osázeny vinnou révou (vinohrad na Grébovce patřící nyní katastru Královské Vinohrady – Praha 2 a někdejší vinařský lis Vondračka v Perucké ulici je toho soudobým důkazem). Další důkaz podává i znak královského města Nuslí (je i na domě v Jaromírově ulici pod Nuselským mostem, ve výši druhého podlaží Nusle č.p. 483) z roku 1898 s vinným keřem a vinnou révou v půleném štítě. Sousední pětipodlažní dům (Nusle čp. 21) má v přízemí tradiční odpolední restauraci nazvanou "Hospoda pod Nuselským mostem" s tradičním znakem i na pivním tácku, upomínajícím na Nuselskou vinařskou i pivovarnickou tradici. Další znak Nuslí se nacházel na dvoupodlažním domě v blízké Spytihněvově ulici (Nusle č.p. 100), ten však byl v době normalizace (1971) zbořen a proluka po něm zůstala nezastavěna, ohrazena pouze novou zdí do ulice. Osázení svahu pod „nuselskými hradbami“ Nového města pražského vinnou révou je patrné ještě z dobových fotografií z První republiky, kdy probíhala dostavba domů v Jaromírově třídě a na ploše někdejšího fotbalového hřiště Nuselského SK.

## Přemostění
Nuselské údolí je přemostěno železobetonovým Nuselským mostem, jedním z nejznámějších mostů v Česku, který svou výškou (40 m) a šedí kontrastuje se starými obytnými domy nacházejícími se pod ním. Život pod Nuselským mostem je občas narušován skoky sebevrahů z mostu, přestože chodník na hraně mostu je již chráněn obtížně překonatelným drátěným plotem. Jejich smutné činy připomíná sochařské dílo od Krištofa Kintery, obrácená pouliční svítilna pod mostem, osvětlující část jeho tubusu. Nuselským mostem prochází linka C pražského metra a přes most je vedena i pražská Severojižní magistrála.

## Divadlo a Nuselský pivovar

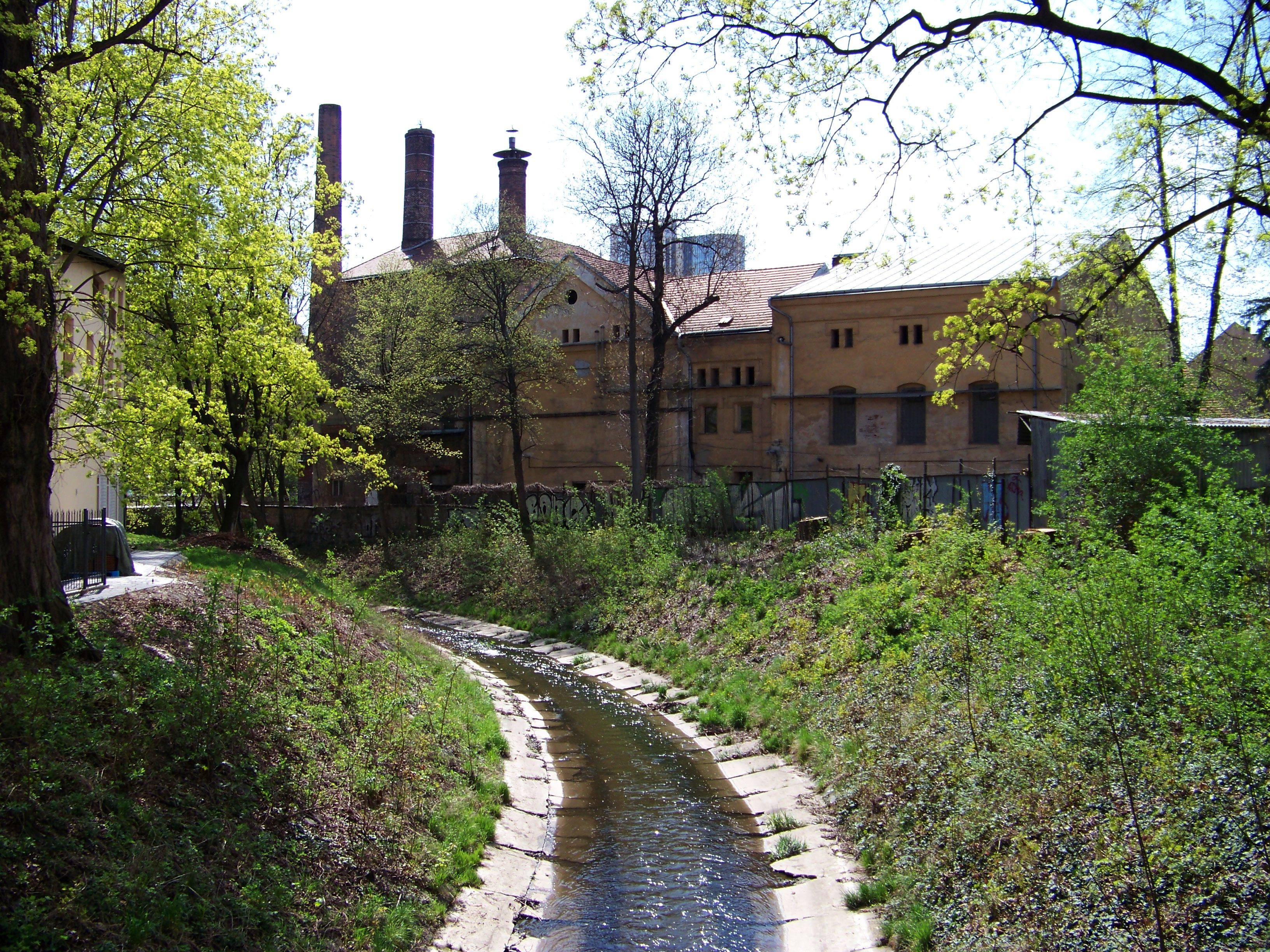
Botič a nuselský pivovar z Bělehradské ulice

Nachází se zde (na katastru Nuslí spadajícího pod Prahu 4), mimo jiné, také Divadlo Na Fidlovačce (dříve Tylovo divadlo a Hudební divadlo v Nuslích), a to v místě, kde se kdysi konaly pražské ševcovské slavnosti, při nichž byla nošena ševcovská fidlovačka a upevňována ve formě ozdob na „povelikonoční“ stromek. V této lokalitě se odehrává čtvrté dějství divadelní hry se zpěvy Fidlovačka aneb Žádný hněv a žádná rvačka s písní č.19, jíž je píseň „Kde domov můj“, pozdější Česká hymna.
Nedaleko od divadla se na pravém břehu Botiče mezi potokem a Bělehradskou ulicí nachází budovy dnes rekonstruovaného Nuselského pivovaru, založeného roku 1694 Janem Josefem Sezimou hrabětem z Vrtby, od roku 2000 prohlášené za kulturní památku (později České vinařské závody). Nuselský pivovar je zmiňován i v Tylově a Škroupově zpěvohře Fidlovačka v souvislosti se sborem sládků zpívajících píseň „Kde je sládek, tam je mládek…“, stejně jako jeho zahradní Nuselská pivovarská restaurace (dnes prostor kolem Koliby u Pastýřky v Bělehradské ulici), jako místo jednání hlavních postav hry. Nuselský pivovar byl také předobrazem a inspirací pro knihu Jaroslava Foglara „Hoši od Bobří řeky“. Pivovar je od roku 2021 revitalizován rezidenčním projektem „Moje Nusle – Nuselský pivovar“. Nový projekt uvažuje rovněž úplnou rekonstrukci památkově chráněných budov Nuselského pivovaru, jejich funkčním využitím a propojením areálu s oblastí nuselské Křesomyslovy ulice včetně Divadla Na Fidlovačce novým přemostěním Botiče proti parku a ulici Na Fidlovačce.
V Oldřichově ulici č. 30 v Nuselském údolí (Nusle čp. 305) se narodil 16. listopadu 1904 slavný zpěvák První republiky Tino Muff (vlastním jménem Antonín Mach). Nahrál více než 700 gramofonových desek (His Masters Voice, Homocord, Esta, Odeon; náklad cca 50 000 ks) a mezi léty 1931 až 1939 hrál a zpíval v pěti celovečerních filmech. Roku 1941 dostal pokutu 300 pK za zpěv písně „Čechy krásné, Čechy mé“, jíž neměl v programu schválenou cenzorem. Od roku 1927 působil také v Tylově divadle v Nuslích (nyní „Divadlo Na Fidlovačce“), ve Vinohradské zpěvohře, Karlínské Aréně (Varieté) i slavné Uranii a v roce 1929 podnikl velké turné do Polska. Po roce 1948 byl perzekvován (nebyla mu povolena kabaretní licence) a vystupoval s Kabaretní skupinou Fandy Mrázka, herce nuselského divadla a také v Kabaretu „U Fleků“. V roce 1968 dokázal ještě zaplnit s národními písněmi letní scénu na Výstavišti (Ach synku synku, Náš tatíčku Masaryku, Ta naše písnička česká) v Praze 7, po vystoupeních pro mládež (tzv. „Pranýř“) Eduarda Pergnera.

## Významné objekty a prostranství

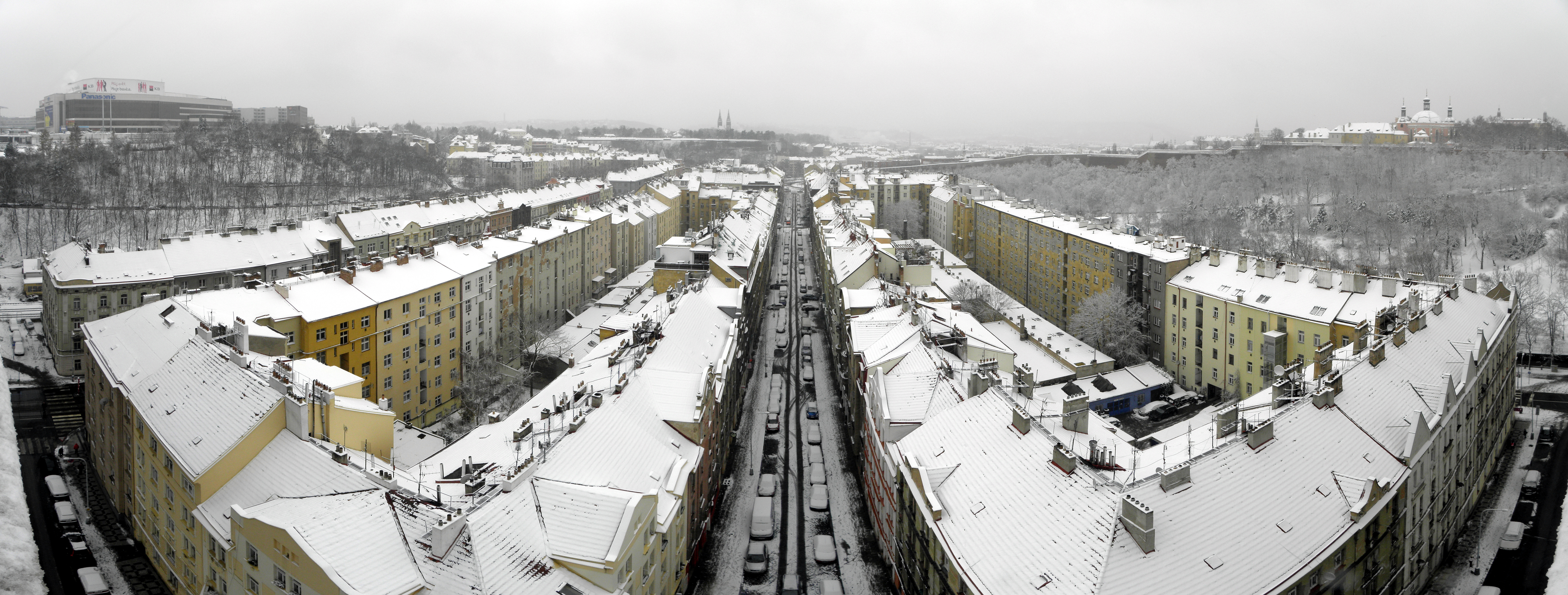
Zimní pohled směrem k Vltavě a Vyšehradu na Nuselské údolí z Nuselského mostu, uprostřed Oldřichova ulice, po levé straně je Jaromírova ulice s tramvajovou tratí, za ní vlevo probíhá trojkolejná železniční trať na Plzeň, vlevo nahoře na kopci pak Kongresové centrum Praha a letohrádek Bělka. Vpravo za hradbami Nového Města je chrám Nejsvětější Panny Marie a sv. Karla Velikého na Karlově. Uprostřed v pozadí jsou vyšehradské barokní bastiony uzavírající Nuselské údolí ze západu a věže kapitulního chrámu sv. Petra a Pavla.

- Ostrčilovo náměstí
- Folimanka
- Divadlo Na Fidlovačce
- Hotel Union Prague
- Nuselský pivovar
- Vila Bělka
- Lumírovy sady
- Nuselský mlýn
- Nuselský most
- Nuselské schody
- Umělecká zahrada v Nuslích